# Better Than Ezra
Better Than Ezra es un grupo de rock alternativo de Nueva Orleans, Luisiana.

## Historia

### Formación y primeros éxitos
La banda se formó en 1987 por Kevin Griffin y otros de los miembros originales cuando estaban estudiando en Louisiana State University. En 1988 lanzaron su primer disco, "Chime Street Demo". No es un disco oficial de la banda y lo intentan conseguir fanes y coleccionistas del grupo. En 1989 grabaron "Surprise". Poco después el guitarrista de la banda, Joel Rundell, se suicidó. Mientras el resto de la banda buscaba a alguien para volver a ser un trío, tocaban en fiestas. En 1993 lanzaron su primer álbum con distribución internacional "Deluxe". En 1995 su canción "Good" consiguió el número 1 en el "Hot Modern Rock Tracks chart", lo que contribuyó a que consiguieran el álbum de platino a finales de ese año. Después de la realización del álbum se batería, Cary Bonnecaze, dejó la banda y fue sustituido por el actual batería Travis McNabb. Se grabaron más discos, como Friction, Baby (Elektra, 1996), How Does Your Garden Grow? (Elektra, 1998), Closer, (Beyond Records, 2001), and Before the Robots, (Artemis Records, 2005). Los miembros del grupo actualmente son el guitarrista y compositor Kevin Griffin, el vocalista Tom Drummond y el batería Travis McNabb. Durante los tour, James Arthur Payne les acompaña y tocando la guitarra, el piano o como voz de fondo.

### Año 2000 hasta la actualidad
En 2004 grabaron un live concert en DVD e hicieron el álbum "Live at the House of Blues New Orleans". En 2005 grabaron el álbum "Before the Robots". Ese mismo año el creador de "Mujeres Desesperadas", Marc Cherry, usó su canción "Juicy" para la banda sonora de la serie y también para anuncios de televisión del restaurante Applebee's.
El baterista Travis McNabb dejó la banda en febrero de 2009, y su última actuación fue en Family Gras en Metairie, Luisiana. La principal razón dada por  su partida fue el tiempo que le demandaba el grupo de country y bluegrass, Sugarland, con los que McNabb había salido de tour anteriormente. Al mismo tiempo se anunció el reemplazo de McNabb, el baterista Michael Jerome, anteriormente miembro de la banda Pleasure Club.
El 12 de mayo de 2009, Better than Ezra anunció el lanzamiento de su 7.º álbum de estudio "Paper Empire", producido por Warren Huart y el cantante Kevin Griffin. El primer sencillo, "Absolutely Still", fue lanzado en la plataforma iTunes el 17 de marzo.
El 22 de enero de 2010 la cantante country-pop Taylor Swift, cantó un cover de "Breathless" en una presentación en "Hope for Haiti Now: A Global Benefit for Earthquake Relief", una teletón de ayuda a las víctimas del terremoto de Haití del mismo año.
El 22 de mayo de 2013, Griffin confirmó los planes de la banda para lanzar un nuevo álbum ese mismo año. El 10 de febrero de 2014, se anunció que la banda había firmado con "The End Records" para el lanzamiento de su octavo álbum de estudio "All Together Now", que fue lanzado el 9 de septiembre de 2014.
El 29 de agosto de 2014, se lanzó la edición del 25° aniversario de "Surprise". De acuerdo al baterista original, Cary Bonnecaze, "La familia de Joel Rundell (nuestro guitarrista original que falleció en 1990) y yo poseemos las grabaciones originales, y pensamos que siendo el 2014 el 25° aniversario del lanzamiento original, sería un buen momento para liberarlo".
El 1 de junio de 2018, Better than Ezra lanzó una nueva grabación llamada "GRATEFUL" con The End Records.
El 13 y 14 de agosto de 2021, Better Than Ezra realizó un par de presentaciones con entradas agotadas en "The House of Blues" de Nueva Orleans, para celebrar el 25° aniversario de su segundo álbum "Friction, Baby". En estas presentaciones, la banda tocó el álbum completo junto con otras canciones favoritas de sus fanes.
En mayo de 2024 publican su último disco titulado Super Magick.

## Discografía

### Álbumes
| Año  | Título                                 | Estudio                                     | Otra información                                       |
| ---- | -------------------------------------- | ------------------------------------------- | ------------------------------------------------------ |
| 1988 | Chime Street Studio Demo Tape          | Swell Records                               | sólo casete                                            |
| 1989 | Surprise                               | Swell Records                               | sólo casete                                            |
| 1993 | Deluxe                                 | Swell Records (1993) Elektra Records (1995) | primer álbum                                           |
| 1995 | Empire Records                         | A&M Records                                 | mejor canción: "Circle of Friends"                     |
| 1996 | Friction, Baby                         | Elektra Records                             |                                                        |
| 1996 | Schoolhouse Rock! Rocks                | Atlantic Records                            | mejor canción: "Conjunction Junction"                  |
| 1997 | An American Werewolf In Paris          | Hollywood Records                           | mejor canción: "Normal Town" (remix)                   |
| 1998 | The X-Files: The Album                 | Elektra / Wea                               | mejor canción: "One More Murder"                       |
| 1998 | How Does Your Garden Grow?             | Elektra Records                             |                                                        |
| 2001 | artifakt                               | Fudge Records                               | recopilación de canciones no grabadas en otros álbumes |
| 2001 | Closer                                 | Beyond Music                                |                                                        |
| 2004 | Live at the House of Blues New Orleans | Sanctuary Records                           | CD/DVD en vivo                                         |
| 2005 | Greatest Hits                          | Rhino Records                               | Segundo álbum de recopilación                          |
| 2005 | Before the Robots                      | Artemis Records                             | Seguido de Closer                                      |
| 2009 | Paper Empire                           | MRI/Megaforce Records                       |                                                        |
| 2014 | All Together Now                       | The End Records                             |                                                        |
| 2024 | Super Magick                           | Round Hill Records LLC                      |                                                        |

### Singles
- "Good" (1995) (#30 US, #1 US Modern Rock, #3 US Mainstream Rock)
- "In the Blood" (1995) (#4 US Modern Rock, #6 US Mainstream Rock)
- "Rosealia" (1996) (#71 US, #24 US Modern Rock)
- "King of New Orleans" (1996) (#5 US Modern Rock, #7 US Mainstream Rock)
- "Desperately Wanting" (1997) (#48 US, #11 US Modern Rock, #10 US Mainstream Rock)* "Good" (1995) (#30 US, #1 US Modern Rock, #3 US Mainstream Rock)
- "In the Blood" (1995) (#4 US Modern Rock, #6 US Mainstream Rock)
- "Rosealia" (1996) (#71 US, #24 US Modern Rock)
- "King of New Orleans" (1996) (#5 US Modern Rock, #7 US Mainstream Rock)
- "Desperately Wanting" (1997) (#48 US, #11 US Modern Rock, #10 US Mainstream Rock)* "Good" (1995) (#30 US, #1 US Modern Rock, #3 US Mainstream Rock)
- "In the Blood" (1995) (#4 US Modern Rock, #6 US Mainstream Rock)
- "Rosealia" (1996) (#71 US, #24 US Modern Rock)
- "King of New Orleans" (1996) (#5 US Modern Rock, #7 US Mainstream Rock)
- "Desperately Wanting" (1997) (#48 US, #11 US Modern Rock, #10 US Mainstream Rock)
- "One More Murder" (1998) (#32 US Modern Rock)
- "At the Stars" (1999) (#78 US, #17 US Modern Rock)
- "Extra Ordinary" (2001) (#35 US Modern Rock)
- "One More Murder" (1998) (#32 US Modern Rock)
- "At the Stars" (1999) (#78 US, #17 US Modern Rock)
- "Extra Ordinary" (2001) (#35 US Modern Rock)
- "Misunderstood" (2001)
- "A Lifetime" (2005) (#11 US Adult Top 40)
- "Our Last Night" (2005)
- "Juicy" (2006)

### B-sides and y otras canciones
- "Circle of Friends" (1995) (Empire Records Soundtrack/Surprise)
- "Know You Better" (1995) (Good B-Side)
- "Merry Christmas Eve" (1996) (Rosealia B-side)
- "Palace Hotel" (1996) (Desperately Wanting B-side)
- "Road Trip to Athens" (1996) (King of New Orleans B-side)
- "Revolver"
- "Imperfect" (Streamed on website)
- "Cars Crash" (Website download)
- "Dirty Work (Steely Dan cover)" (Website download)
- "Tom Collins" (One More Murder B-side)
- "Simple Song" (Streamed on both Better Than Ezra and Kevin Griffin's MySpace profiles)
- "Stall" (Better Than Ezra Live @ New Orleans House of Blues)
- "Cold Year" (Better Than Ezra Live @ New Orleans House of Blues)
- "False River" (en directo en KLSU in 1993)
- "Chain Smokin'" (canción de Navidad)
- "Conjunction Junction"